# Caladenia multiclavia
Caladenia multiclavia é uma espécie de orquídea, família Orchidaceae, endêmica do sudoeste da Austrália, onde cresce isolada em grupos pequenos, ou grandes colônias, em bosques, áreas reflorestadas, ou de vegetação arbustiva e afloramentos de granito, em áreas de solo bem drenado mas ocasionalmente nas areias ao redor de lagos salgados e planícies sazonalmente alagadiças, com flores de sépalas e pétalas externamente pubescentes, muito estreitas, longas e agudas, esparramadas, que vagamente lembram uma teia de aranha. É bastante diferente das outras espécies do Grupo Jonesiopsis pois suas pétalas e sépalas curvam-se para cima em vez de penderem, com papilas clavadas; seu labelo fica preso no pé da coluna por meio de longo istmo, tem formato losangular e margens inteiras com muitos calos aglomerados, eretos clavados. São plantas com uma única folha basal pubescente e uma inflorescência rija, fina e pubescente, com uma ou poucas flores, mas que em conjunto formam grupo vistoso e florífero.

## Publicação e sinônimos
- Caladenia multiclavia Rchb.f., Beitr. Syst. Pflanzenk.: 64 (1871).

Sinônimos homotípicos:
- Calonema multiclavium (Rchb.f.) D.L.Jones & M.A.Clem., Orchadian 13: 401 (2001).
- Jonesiopsis multiclavia (Rchb.f.) Szlach., Polish Bot. J. 46: 14 (2001).
- Calonemorchis multiclavia (Rchb.f.) D.L.Jones & M.A.Clem., Orchadian 14: 38 (2002).

Subespécies:
- Caladenia multiclavia var. brevicuspis Benth., Fl. Austral. 6: 380 (1873).

Sinônimos homotípicos:
- Jonesiopsis multiclavia var. brevicuspis (Benth.) Szlach., Polish Bot. J. 46: 14 (2001).

- Caladenia multiclavia var. multiclavia.